# Campionati panamericani di badminton a squadre 2018
I Campionati panamericani di badminton a squadre 2018 si sono svolti a Tacarigua, in Trinidad e Tobago. È stata la 7ª edizione del torneo, organizzato dalla Badminton World Federation.

## Podi
| Evento           | Oro    | Argento     | Bronzo   |
| Torneo maschile  | Canada | Stati Uniti | Giamaica |
| Torneo femminile | Canada | Stati Uniti | Perù     |